# Operazione Paraquet
L'operazione Paraquet avvenne durante la guerra delle Falkland.
Questa operazione iniziò la riconquista del possedimento britannico dall'occupazione argentina partendo dalle isole della Georgia australe; le considerazioni alla base di questa scelta erano di due tipi: in primo luogo la flotta britannica impegnata nelle operazioni di assalto anfibio avrebbe avuto a disposizione una base molto più vicina dell'isola di Ascensione, anche se senza un aeroporto, ed in secondo luogo l'impatto sul morale delle due parti sarebbe stato rilevante. L'operazione venne denominata Paraquet (parrocchetto, un tipo di pappagallo), ma le truppe storpiarono il nome in Paraquat (un forte diserbante), ironizzando sul fatto che la loro operazione sarebbe stata letale appunto come il diserbante.

## Eventi

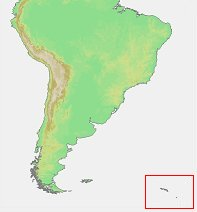
La posizione dell'arcipelago della Georgia Australe, evidenziate nel rettangolo rosso.

La riconquista iniziò il 21 aprile, dopo che il giorno precedente le isole erano state mappate dal radar di un bombardiere Victor. Elementi del 42º Commando dei Royal Marines, dello SBS e del SAS sbarcarono dalla nave RFA Tidespring, appoggiate da una fregata Type 22, la HMS Brilliant, un cacciatorpediniere della classe County, la HMS Antrim, una fregata Type 12M, la HMS Plymouth, il rompighiaccio HMS Endurance e dal cacciatorpediniere Type 42 HMS Glasgow. Inoltre in area operava il sommergibile della classe Churchill HMS Conqueror. Quando il sommergibile ARA Santa Fe, un vecchio battello diesel-elettrico di costruzione americana della classe Balao, venne rilevato, venne immediatamente attaccato con cariche di profondità e missili AS.12 dagli elicotteri delle navi in zona, tra cui due Westland Wasp decollati dalla HMS Endurance.
Per i gravi danni riportati dal primo attacco con cariche di profondità, il sommergibile non poté immergersi, e venne poi colpito in torretta da un missile anticarro AS.12; di conseguenza venne fatto arenare dall'equipaggio sulla punta King Edward dell'isola Georgia del Sud.
La scarsa guarnigione argentina di Grytviken, sia pure con l'aggiunta dell'equipaggio del Santa Fe, non poteva resistere all'assalto diretto dei commando britannici, appoggiati dai cannoni delle navi in area, e si arrese dopo 15 minuti quando si venne a trovare sotto il fuoco delle truppe che avevano preso terra alle 17:00. Per contro la guarnigione presente a Leith Harbour, comandata dal capitano di corvetta Alfredo Astiz, si arrese il giorno seguente. Svezia e Francia richiesero l'estradizione di Astiz alle autorità britanniche dopo aver saputo della cattura, ma la richiesta venne rifiutata. In seguito alla resa, venne mandato il seguente messaggio in Gran Bretagna: "Compiacetevi di informare Sua Maestà che la White Ensign (la bandiera della marina da guerra britannica) sventola a fianco della Union Jack nella Georgia del Sud. Dio salvi la Regina." Il primo ministro Thatcher nel dare la notizia alla stampa, disse: "Semplicemente gioite alla notizia!"
La resa delle truppe argentine venne firmata sulla HMS Plymouth dall'ufficiale dei commando della Armada Argentina Alfredo Astiz davanti ai capitani della Royal Navy David Pentreath e Nick Barker, e successivamente parte dell'equipaggio del Santa Fe venne ricondotto a bordo per cercare di rimettere in funzione il battello. Un membro dell'equipaggio del Santa Fe prigioniero di guerra, il sottufficiale Felix Artuso, fu erroneamente ucciso il 26 aprile da un marine britannico per una incomprensione linguistica, poiché apparentemente sembrava che stesse per sabotare il sottomarino ed è seppellito al cimitero di Grytviken.